# بلير نايلز
بلير نايلز (بالإنجليزية: Blair Niles)‏ (15 يونيو 1880، مقاطعة هاليفاكس في الولايات المتحدة - 13 أبريل 1959، نيويورك في الولايات المتحدة)؛ كاتِبة، مصورة، عالمة طيور وروائية أمريكية.

## روابط خارجية
- بلير نايلز على موقع IMDb (الإنجليزية)
- بلير نايلز على موقع قاعدة بيانات الفيلم (الإنجليزية)